# Bothros

Ein Bothros (altgriechisch βόθρος, Plural Bothroi) bezeichnet in der griechischen Antike eine künstlich geschaffene oder künstlich gefasste Vertiefung im anstehenden Boden, die verschiedenen Zwecken dienen konnte. In der Archäologie werden entsprechende Vertiefungen ebenfalls als Bothros angesprochen und je nach Zusammenhang als Kult-, Opfer- oder Vorratsgrube gedeutet.
Bei Homer bezeichnet bothros eine Vertiefung oder Grube im Boden. In der Odyssee nutzen die Mägde der Nausikaa einen bothros, um darin die Wäsche zu stampfen. Im 10. Gesang der Odyssee dient ein von Odysseus gegrabener Bothros der Darbringung von Trankopfern, die er auf Anraten der Kirke für die Toten in der Unterwelt spenden soll: zuerst Honig und Milch, dann Wein, dann Wasser. Auch nahmen Bothroi das Blut von Opfertieren auf, die über ihnen getötet wurden. Unter derartigen Bothroi lebten in homerischer Vorstellung die Toten, die vom Blut angezogen wurden.
Archäologisch erfasste und als Bothros angesprochene Befunde sind oft rund oder D-förmig, teilweise in komplizierter Form mit Steinen ausgekleidet und in Größe und Form sehr unterschiedlich. Je nach Befund und Fundzusammenhang gibt es drei Arten archäologischer Bothroi: 1. häusliche, 2. sepulkrale, 3. sakrale. Bothroi der in einem Hauszusammenhang stehenden Gruppe werden als Feuerstellen, als Öfen oder als Vorratsgruben für die Lagerung von Getreide und Lebensmitteln interpretiert. Bothroi der zweiten und der dritten Gruppe waren zumeist Opfergruben mit den entsprechenden Resten an Keramik und Knochen oder bewusst niedergelegten Gegenständen.
Bothroi werden vor allem auf Fundplätzen ab der frühen Bronzezeit und in der Eisenzeit in Griechenland gefunden. Wichtige Fundplätze sind Korakou, Gonia, Aetopetra und Zygouries um Korinth, bei Asine und in Lerna in der Argolis, in Eutresis und Orchomenos in Böotien, wo so viele gefunden wurden, dass der Ausgräber von Bothroi-Levels sprach. Sie kommen aber auch in den griechischen Kolonien Süditaliens, in Etrurien, Dakien und Makedonien vor.
Da Bothroi, die in einem sakralen Zusammenhang für Opfer genutzt wurden, oft über viele Generationen in Gebrauch standen, stellen die in ihnen gemachten Funde und Befunde einen besonderen archäologischen Wert dar: Die Befundabfolge von den jüngsten und daher oben liegenden Funden zu den älteren, tiefer liegenden Funden liefert wichtige Anhaltspunkte für die relative Chronologie der gefundenen Objekte.
Im italischen Bereich werden diese Gruben als Favissa (Plural favissae) bezeichnet.